# Naldo Naldi
Naldo Naldi (ur. 31 sierpnia 1436 r. we Florencji, zm. po 1513 r.) – włoski poeta i prozaik neołaciński.

## Życiorys
Urodził się 31 sierpnia 1436 r. we Florencji jako trzecie dziecko i drugi syn Iacoba di Giovanni Naldiego. W wieku 12 lat stracił ojca, a krótko potem matkę i młodszego brata. Jeszcze przed śmiercią matki i brata rodzina została ograbiona z majątku. Informacje o kolejnych dziesięciu latach życia Naldiego są nadzwyczaj skąpe. Nie jest m.in. znane jego źródło utrzymania w tym czasie. Niemniej jednak był w stanie uzyskać u nieznanego nauczyciela gruntowne wykształcenie w zakresie języka i literatury łacińskiej. Już w wieku 15 lat ukończył zbiór 41 utworów ze zbioru Elegie, które adresowane były do niezidentyfikowanej, młodej Alby. Kolejny zbiór poezji dedykowany znanej florenckiej piękności Albierze degli Albizzi opublikował w 1473 r. Kolejny zbiór poezji dedykował różnym osobom, m.in. Wawrzyńcowi Wspaniałemu.
W 1457 r. Naldi ogłosił bankructwo i nie jest jasne, z czego utrzymywał się przez kolejnych 20 lat. Według części źródeł mógł znajdować się na utrzymaniu rodziny Scarampich, w tym być może kardynała Ludovica Trevisana. Naldi mógł tworzyć także pod patronatem Kosmy, Piotra i Wawrzyńca z rodu Medyceuszy, jako że część utworów była im dedykowana lub do nich adresowana.
Nim w 1476 r. opuścił Florencję i wyjechał do Forli Naldi opublikował Volaterrais, tetralogię o zdobyciu Volterry w 1472 r. przez florenckie siły Federica da Montefeltro, jednak nie spotkał się ze spodziewaną reakcją. Jego pobyt w tym mieście prawdopodobnie nie był owocny i już w kolejnym roku Naldi wrócił do Florencji, gdzie szybko odnowił znajomość z weneckim ambasadorem, którym był Bernardo Bembo, a wiosną 1478 r. wyjechał do Wenecji. Cztery lata później wrócił do Florencji, obejmując posadę wykładowcy literatury i retoryki w tamtejszym Studio i sprawował ją przez pięć lat. W latach 1489–1497 wykładał ponownie w Wenecji, po czym wrócił na poprzednią posadę do Florencji.
Jest autorem manuskryptu opisującego bibliotekę króla Węgier Macieja Korwina w formie poematu, który ozdobił iluminacjami Attavante degli Attavanti.
Jego ostatni znany utwór powstał z okazji wyboru papieża Leona X w 1513 r. i zmarł zapewne krótko potem.